# 里潭乡
里潭乡，是中华人民共和国湖北省孝感市汉川市下辖的一个乡镇级行政单位。

## 行政区划
里潭乡下辖以下地区：
李家垴村、十姓会村、里潭村、周余台村、何家湾村、刘杨汪村、木剅沟村、蔡家咀村、九首村、老官村、竹林铺村、新集村、红星村、冯家塔村、黄家湾村、曾家湾村、曾家坡村、三汊河村、六渡村、唐家坝村和糜北村。